# Leap/Europe2020
LEAP (antiguamente Europe2020) o Laboratorio Europeo de Anticipación Política es un grupo de reflexión o análisis (think tank) creado para anticipar la evolución económica mundial desde una perspectiva europea. Fue fundado en 1997 por Marie-Hélène Caillol (todavía Presidente) y Franck Biancheri, fundador de la red de estudiantes europeos AEGEE (Association des États Généraux de l'Europe) y fundador también de uno de los pocos partidos pan-euroepos, Newropeans. El LEAP/Europe2020 se presenta como el primer grupo europeo de anticipación política, independiente de todo gobierno y de todo grupo de intereses. 
Leap2020 tiene un boletín de difusión, el Global Europe Anticipatión Bulletin en cuatro idiomas: alemán, inglés, español, francés, italiano y português.

## Historia
El LEAP/Europe2020 nació a principios de los años 1990 de la toma de conciencia que el proyecto de construcción europea se dirigía a un callejón sin salida por falta de una visión de largo plazo. Dependientes de los poderes dominantes u organizados en «think-tank nacionales», los centros de investigación eran estructuralmente incapaces de aprehender la dimensión europea. El enfoque del LEAP/Europe2020 fue, consecuentemente, darse los medios estructurales y metodológicos con el fin de proponer un verdadero proyecto político de envergadura para la Unión Europea.
El verdadero despegue del Laboratorio Europeo de Anticipación Política puede considerarse que ocurrió en ocasión de la crisis de la Comisión Santer en 1999. En efecto, desde 1995, el LEAP/Europe2020 había previsto los problemas que encontrarían las instituciones europeas por falta de democratización en su funcionamiento. La crisis validaba sus análisis, los investigadores del think-tank europeo ganaron así sus cartas de nobleza. Las instituciones públicas comunitarias y nacionales comenzaron entonces a interesarse por las conferencias organizadas por el LEAP/Europe2020 y se constituyeron en demandantes de sus análisis.
En el mes de septiembre de 2008 con la explosión de la crisis financiera y económica, anunciada desde 2006 por el LEAP/Europe2020, el centro de investigación europeo demostró, una vez, más la seriedad de sus análisis y de sus métodos de anticipación.

## Organización
El Laboratorio Europeo de Anticipación Política/Europe2020 está compuesto de cuatro administrativos y de una cuarentena de investigadores y colaboradores ocasionales que pertenecen a la generación «post-Tratado de Roma».

## Objetivos
El LEAP/Europe2020 propugna iniciativas innovadoras que puedan ayudar a enfrentar los desafíos centrales de las próximas décadas:
1. «Promover la democratización de la vida política europea, a la vez que impulsa, a los responsables de formular políticas a abordar las cuestiones de fondo y hacer un trabajo pedagógico en la población.
2. Participa en la organización de las relaciones del UE y del resto del mundo.

La asociación tiene la convicción que hoy existe una opinión pública europea dotada de los mismos valores. El mutuo desconocimiento de esta realidad (...) es el origen de la falta de confianza y las dificultades en la construcción europea su consecuencia.»

## Actividades
LEAP/Europe2020 estructura su actividad alrededor de cuatro áreas de intervención:
Información : Elementos para el debate público en Europa
- Reseña de prensa Europa 2020

 Reflexión: Anticipación al servicio de la Toma de Decisiones en Europa
- Seminarios de prospectiva de alto nivel
- Artículos de anticipación
- Relaciones, Notas de síntesis
- Carta Confidencial Mensual (GlobalEurope Anticipation Bulletin)

 Debates : Interrelación entre ciudadanos, «expertos» e instituciones
- Acciones realizadas en colaboración con organizaciones ciudadanas

 Formación : Preparar los recursos humanos europeos de mañana
- Seminarios de formación para la anticipación política
- Programas de formación ad'hoc : anticipación política, trabajo en red, innovación, etc.

## Temas
- Ampliación de la UE: el LEAP/Europe2020 llevó a cabo una serie de seminarios en colaboración con los ministerios concernientes, cuyo objetivo fue contribuir a una mejor preparación de las recientes oleadas de adhesiones.[4]
- Gobernanza de la UE: el LEAP/Europe2020 ha organizado de 1999 a 2002, una serie de seminarios «Cómo administrar el UE en 2020?» que le ha permitido abordar las cuestiones atinentes a la gobernanza europea, al trabajo en red, la democracia comunitaria, la UE post-euro, la reforma institucional, etc…[5]
- Democratización del UE: el LEAP/Europe2020 ha lanzado un taller de reflexión en 2002 en colaboración con las ciudades especialmente de París, La Haya y Fráncfort denominado Eurorings, consistente en desplegar las instituciones europeas sobre una red de las grandes ciudades europeas conectadas por AVE.[6]
- La UE en el mundo: el LEAP/Europe2020 a llevó a cabo una serie de seminarios a principios de 2002 y organizado en colaboración con los Ministerios de Relaciones Exteriores francés, holandés, belga, polaco, portugués y finlandés, para contribuir a « invención de una política exterior común de la UE con los principales grupos regionales del mundo (Asia, América del Norte, América Latina, África, Mundo Árabe, CEI).[7]
- La Crisis Sistémica Global: En el curso de su trabajo sobre las relaciones UE-Resto del mundo, los investigadores del LEAP/E2020 anticiparon lo que denominaron, a partir de febrero de 2006, la «Crisis Sistémica Global» (crisis mundial causada por el colapso del 2 º pilar del mundo desde 1945, los Estados Unidos, que pone en tela de juicio todos los fundamentos del sistema posterior a la 2 ª Guerra Mundial).[7] Han creado entonces una publicación específica, el GlobalEurope Anticipation Bulletin, que cada mes detalla las próximas etapas de la crisis.[8]